# Proyecto de Ley Humanitaria
El Proyecto de Ley Humanitaria (Humanitarian Law Project) (fundado en 1985) es una organización sin fines de lucro con sede en los EE. UU. que trabaja para proteger los derechos humanos y promover "la resolución pacífica de los conflictos mediante el uso de las leyes internacionales de derechos humanos y el derecho humanitario".
La organización fue la parte nombrada y demandante principal en el Tribunal Supremo de los Estados Unidos en el caso de Holder v. Humanitarian Law Project, 130 S. Ct. 2705 (2010). El tribunal dictaminó que los esfuerzos de la organización para ayudar a organizaciones como el Partido de los Trabajadores de Kurdistán en Turquía y los Tigres de la Liberación de Tamil Eelam en Sri Lanka a buscar soluciones pacíficas constituían un apoyo material para el terrorismo en virtud de la Ley PATRIOTA de EE. UU.
El mandato de la organización incluye el fortalecimiento a largo plazo del estándar de los derechos humanos, particularmente aquellos ratificados por naciones-estado, y promover el diálogo sobre derechos humanos entre activistas de derechos humanos, académicos legales, miembros del Congreso de los EE. UU. , su  personal, y otros ciudadanos estadounidenses interesados .